# Lista över djurparker utanför Europa
Här listas djurparker som ligger utanför Europa.

## Australien
- Taronga Zoo i Sydney med ett flertal om- och nybyggda djuranläggningar. Nyanlagd avdelning med havsdjur och -fåglar.
- Melbourne Zoo grundades på 1800-talet och är ett av de bästa och finaste på södra halvklotet.
- Adelaide Zoo är ett zoo som har specialiserat sig på den australiska faunan. Parken har byggt en anläggning för ett par jättepandor som är inlånade från Kina.

## Mexico
- Chapultepec Zoo i Mexico City. Ett av få zoon som har jättepandor i sin djursamling. Parken räknas till de bättre i världen.

## Tunisien
- Friguia park utanför Sousse är en modern park med afrikanska djur.

## Argentina
- Buenos Aires Zoo är ett av Sydamerikas äldsta men med ett flertal moderna djuranläggningar.

## Brasilien
- Sao Paulo Zoo är förmodligen Sydamerikas största och finaste zoo.
- Rio de Janeiro Zoo är Brasiliens äldsta zoo med en del nybyggda anläggningar.
- Brasilia Zoo
- Sao Leopoldo Zoo

## Chile
- Santiago Zoo är en mindre park men en av de finaste i Sydamerika.

## Costa Rica
- San José Zoo i huvudstaden San José är en gammal park med små anläggningar, främst sydamerikanska arter.

## Singapore
- Singapore Zoo och Night Safari. En av världens finaste zooanläggningar med mestadels gallerfria anläggningar.
- Jurong Bird Park anses vara världens största fågelpark.

## Sri Lanka
- Dehiwala Zoo i Colombo. Grundat av en bror till Carl Hagenbeck. Parken är ett av de bättre zoona i Asien. Här finns bland annat ett akvarium och en elefantshow.

## Sydafrikanska Republiken
- National Park Zoo i Pretoria är Afrikas största och bästa zoo.
- Johannesburg Zoo

## USA
- Brookfield Zoo i Chicago med ett flertal djuranläggningar i Hagenbecks stil. Parken har en ny anläggning för bland annat björnar och bisonoxar.
- Griffith Park Zoo och Botaniska Trädgård i Los Angeles. Parken har en fin gorillaanläggning och en ombyggd och utökad elefantanläggning.
- Metro Park Zoo i Miami. Parken har stora frianläggningar utan galler och räknas till de bästa i USA.
- Bronx Wildlife Center i New York. Här finns bland annat en savann, en stor gorillaanläggning och ett hus med en konstgjord djungel.
- Central Park Zoo ligger i Central Park i New York och är ett mindre zoo. Den har ett flertal arter från olika delar av världen.
- San Diego Zoo är beläget i Balboa Park. Parken brukar rankas som världens bästa zoo. Berömd för sina koalor och jättepandor. I parken finns en ny stor elefantanläggning och ett nybyggt område för koalorna.
- San Diego Zoo Safari Park drivs liksom San Diego Zoo av San Diego Zoological Society och består av större inhägnader än traditionella djurparker, genom vilka besökarna får åka olika typer av safari.
- Woodland Park Zoo i Seattle. Tillhör de finaste zooparkerna i USA med bland annat en savann och björnanläggning.
- National Zoo i Washington, D.C.. Grundat av Smithsonian Institution. I Parken finns bland annat "Asia Trail", en anläggning med bland annat jättepandor. Parken har nyanlagda anläggningar för elefanter, sälar och sjölejon.
- Dallas Zoo i Texas är ett av många fina zoon i USA.
- Living Desert Zoo and Gardens ligger i Kalifornien.
- San Francisco Zoo är bland annat känt för sina koalor. Ett flertal nyanlagda djuranläggningar.
- Audubon Zoo i New Orleans räknas till de bättre parkerna i USA. Ett flertal fina djuranläggningar.
- Detroit Zoo med bland annat Nordamerikas största isbjörnsanläggning.
- Philadelphia Zoo är USA:s äldsta zoo med ett flertal gallerfria anläggningar.
- Fort Worth Zoo är ett av USA:s främsta och bästa.
- Houston Zoo är ett av USA:s största. Nyligen öppnade parken African Forest, en anläggning med afrikanska djur.

## Kanada
- Calgary Zoo är ett av Kanadas bästa zoon.
- Toronto Zoo är en av de största och bästa zoologiska trädgårdarna i Nordamerika. Parken har en ny anläggning för isbjörnar. Toronto Zoo hör också till ett antal zoon som har fått låna jättepandor.
- Vancouver Zoo
- Winnipegs Zoo har bland annat en stor nyanlagd anläggning för isbjörnar.

## Kina
- Beijings Zoo med flera nyanlagda djuranläggningar. Parken är mest berömd för sina jättepandor. I parken finns också ett stort akvarium.
- Shanghai Zoo
- Guangzhou Zoo är en av de bästa zoologiska trädgårdarna i Kina.

## Japan
- Ueno Zoo i Tokyo är Japans äldsta zoo. Här finns bland annat jättepandor.
- Tama Zoo i en av Tokyos förorter. Parken räknas till en av de bästa i Asien. Bland annat finns det en safaripark inom området.
- Nagoya Zoo

## Israel
- Jerusalem Zoo som är ett bibliskt zoo med alla djur som omnämns i bibeln, men också andra exotiska djur.

## Egypten
- Giza Zoo i Kairo. Afrikas äldsta zoo. Här visades för första gången den ovanliga storkfågeln träskonäbb. I parken finns det både gamla djuranläggningar och en del i ny stil.

## Nya Zeeland
- Auckland Zoo är en mindre park men med fina frianläggningar för de flesta djuren.
- Wellington Zoo kallar sig, enligt hemsidan, för "the best little zoo in the world".

## Indien
- Mumbai Zoo
- Kolkata Zoo
- National Zoological Park i New Delhi, som grundades av en släkting till Carl Hagenbeck, är en av de bättre parkerna i Asien.

## Taiwan
- Taipei Zoo är en av de finaste parkerna i Asien. Denna parken har också jättepandor.

## Thailand
- Dusit Zoo som ligger i huvudstaden Bangkok, är en traditionell djurpark med många arter.
- Chiang mai Zoo i norra Thailand

## Malaysia
- Zoo Negara i Kuala Lumpur är ett av de finaste i Asien. Parken har en fin nyanlagd anläggning för jättepandor.